# Umwerfer

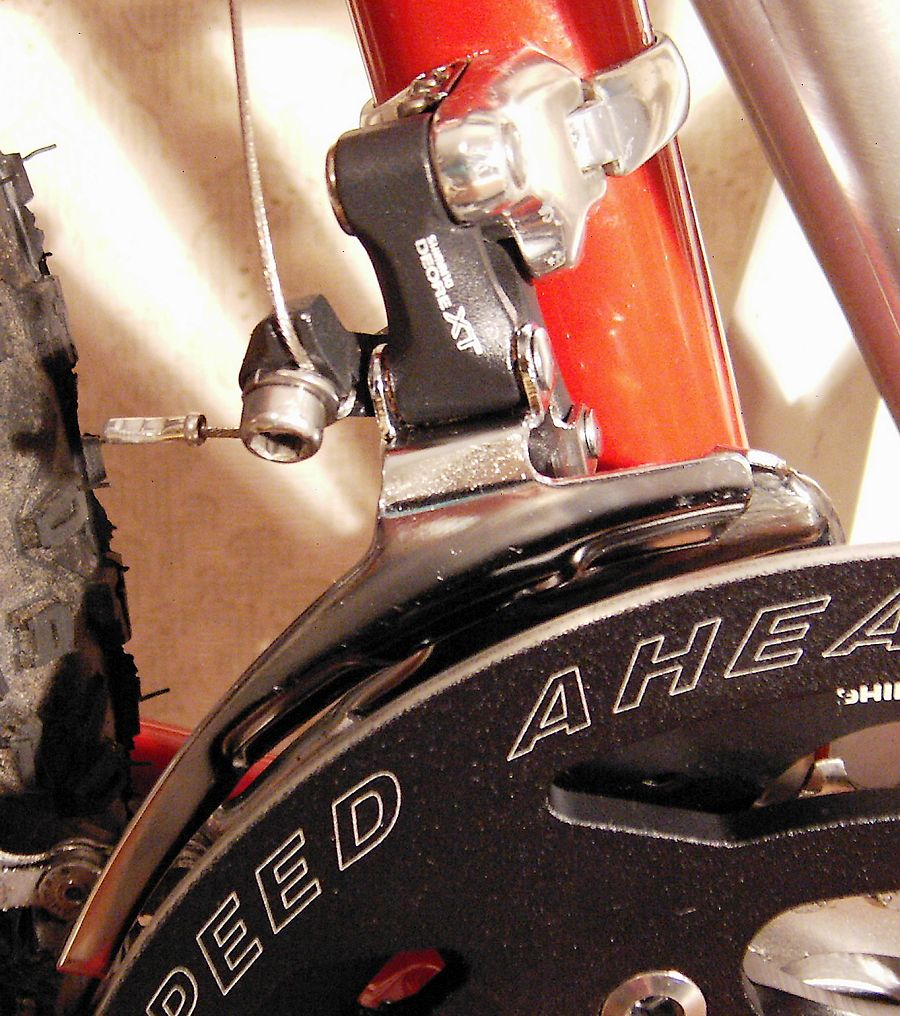
Umwerfer an einem Mountainbike

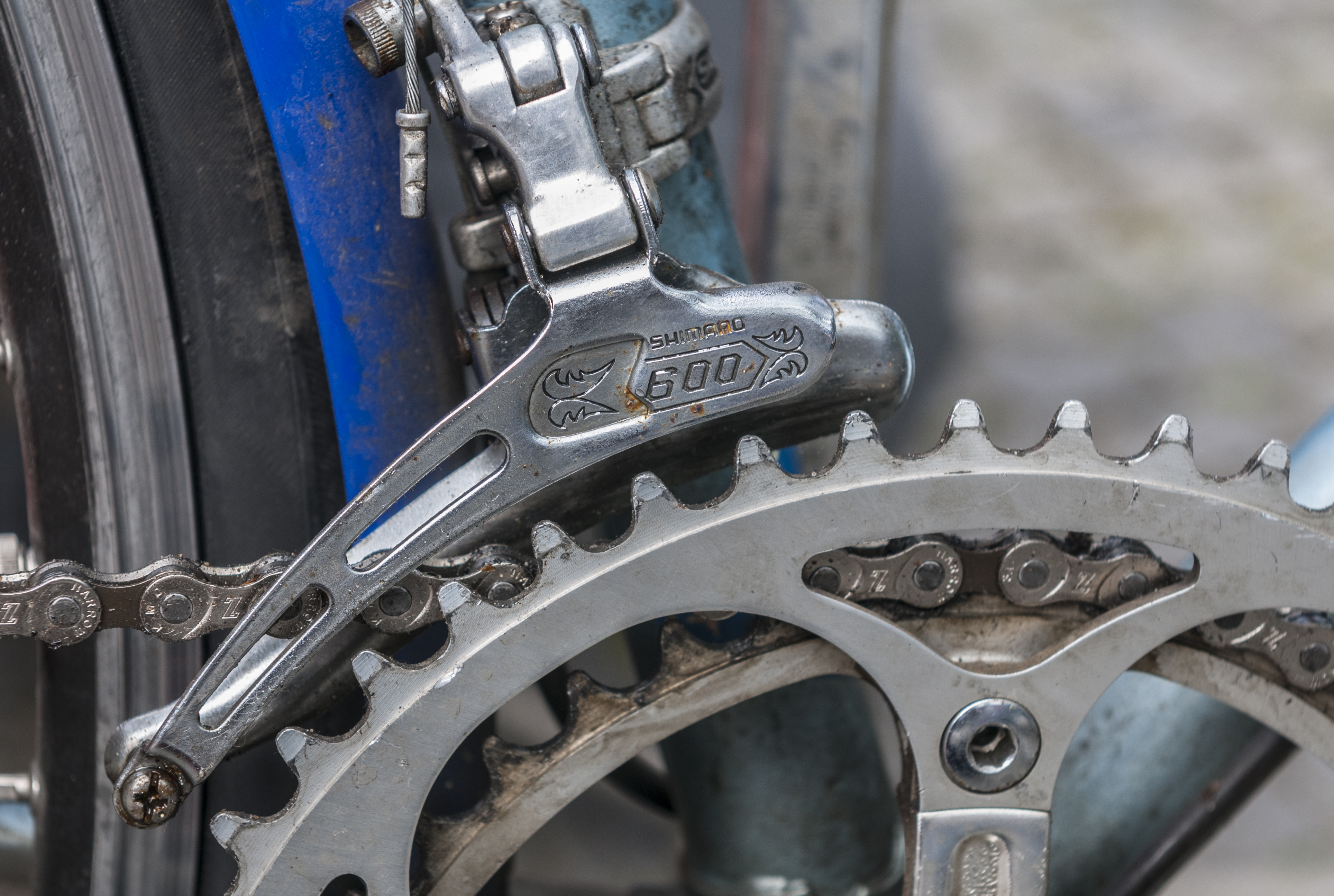
1980: Shimano 600

Ein Umwerfer (französisch dérailleur avant, englisch front derailleur) ist die vordere Schaltvorrichtung an einem Fahrrad mit Kettenschaltung. Der Umwerfer steuert den Lauf der Kette auf den vorderen zwei oder drei Kettenblättern.

## Technik
Bis in die 1960er Jahre war der Kettenwechsel mittels eines Überwerfers üblich. Dieser schaltete axial (parallel zur Kurbelwelle) und wurde direkt mit der Hand oder dem Fuß betätigt.
Mittlerweile werden die Umwerfer genau wie die Schaltwerke mit Parallelogrammführung gebaut und meist mit einem Bowdenzug und einer Feder betätigt: beim Spannen des Zuges wird die Kette auf das nächstgrößere Kettenblatt geschoben, wobei dieser Vorgang durch Steighilfen an den Kettenblättern erleichtert wird; beim Lösen des Zuges zieht eine Feder die Kette auf das nächstkleinere Kettenblatt.
Bei elektronisch gesteuerten Umwerfern führt ein digital gesteuerter Servo- oder Linearmotor die Bewegung aus.
Klassifiziert werden Umwerfer nach der Kapazität, gute Modelle können Differenzen von mehr als 15 Zähnen schalten.
Seit etwa Mitte der 2010er Jahre wird insbesondere bei Mountainbikes nur ein Kettenblatt montiert und auf einen Umwerfer verzichtet, oft 1-fach-Antrieb genannt. Um weiterhin eine möglichst hohe Spreizung zu erreichen, sind Ritzel mit bis zu 13 Gängen und etwa 10–52 Zähnen erhältlich. Als Vorteile werden ein aufgeräumter Lenker, weniger Technik und oft ein geringeres Gewicht genannt, als Nachteile die nicht ganz so große Übersetzung und die größeren Gangsprünge als bei Antrieben mit zwei oder drei Kettenblättern.

## Einteilung
Umwerfer werden meist unterteilt durch die Art der Montage und die Position der Zugführung.

### Zugführung
(Quellen: )
Top Pull
Modelle mit Schaltzugführung von oben werden als Top Pull bezeichnet, meist am Mountainbike und oft beim Cyclocrossrad eingesetzt.
Down Pull
Modelle mit der Führung von unten werden Down Pull genannt, sie sind meist an Tourenrädern und Trekkingrädern mit Kettenschaltung und Rennrädern montiert.
Dual-Pull
Viele Modelle sind als Dual-Pull-Version erhältlich, bei der die Zugführung in Abhängigkeit der Zugbefestigungspunkte am Rahmen von unten oder oben möglich ist.

### Montage
Die Montage erfolgt direkt am Fahrradrahmen, mit Schellen oder mit einem Winkelblech.
Rahmenbefestigung
Bei der klassischen Version wird der Umwerfer an einem Anlötsockel am Rahmen befestigt. Dieser Sockel bildet von oben gesehen einen Kreisausschnitt. Die passenden Umwerfer haben darauf abgestimmte Aufnahmeflächen und Klemmstücke, sie werden mit einer Schraube im Langloch des Sockels fixiert. Durch das Langloch sind die Umwerfer höhenverstellbar und können somit an verschieden große Kettenblätter angepasst werden.
Für die „Direkt Mount“ genannte Befestigungsart sind im Rahmen Gewinde eingelassen, um die Umwerfer an einer vorgegebenen Position zu montieren. Sie sind meist höhenverstellbar durch ein Langloch in der Anschraubfläche des Umwerfers.

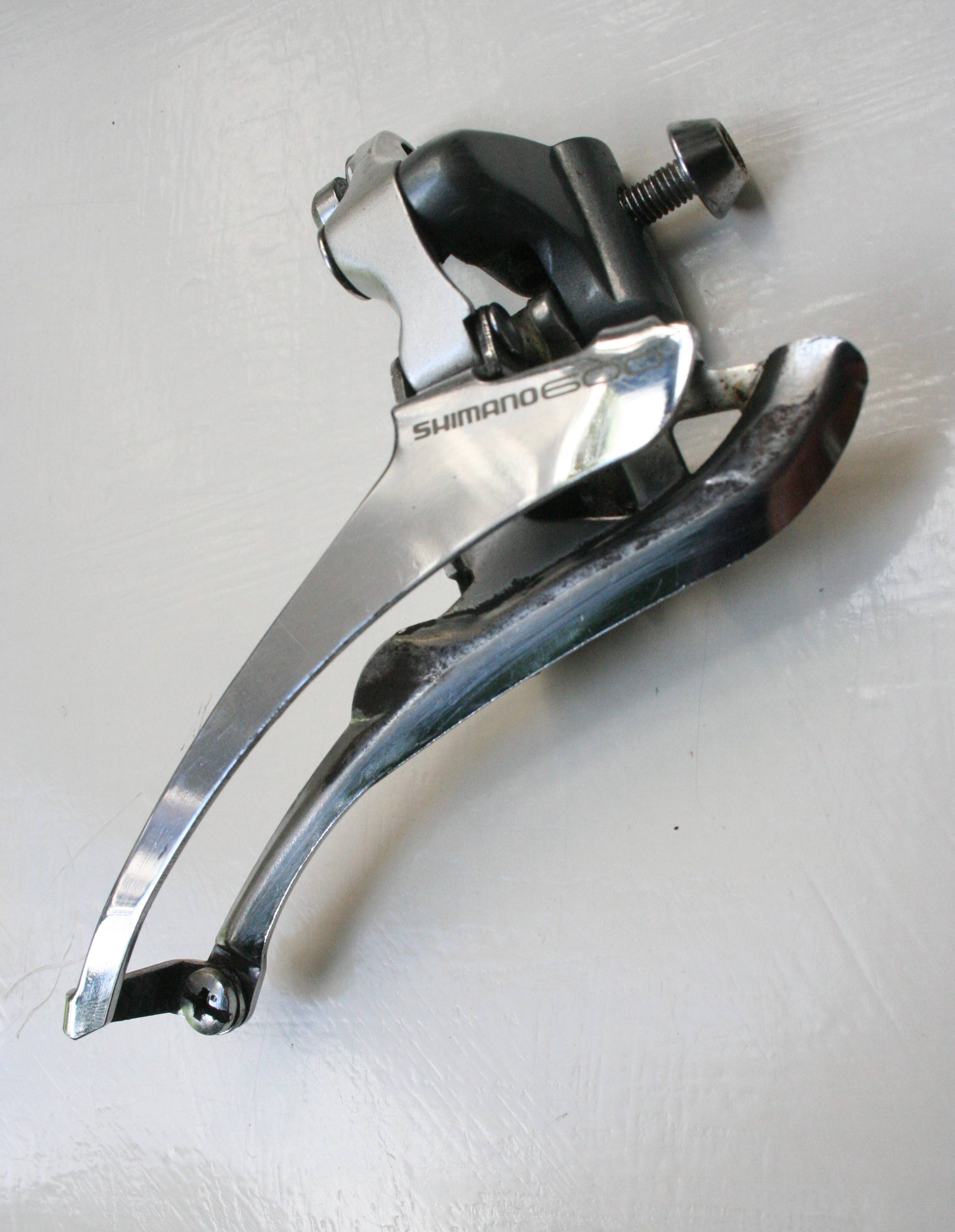
Umwerfer zur Montage an Anlötsockel des Rahmens
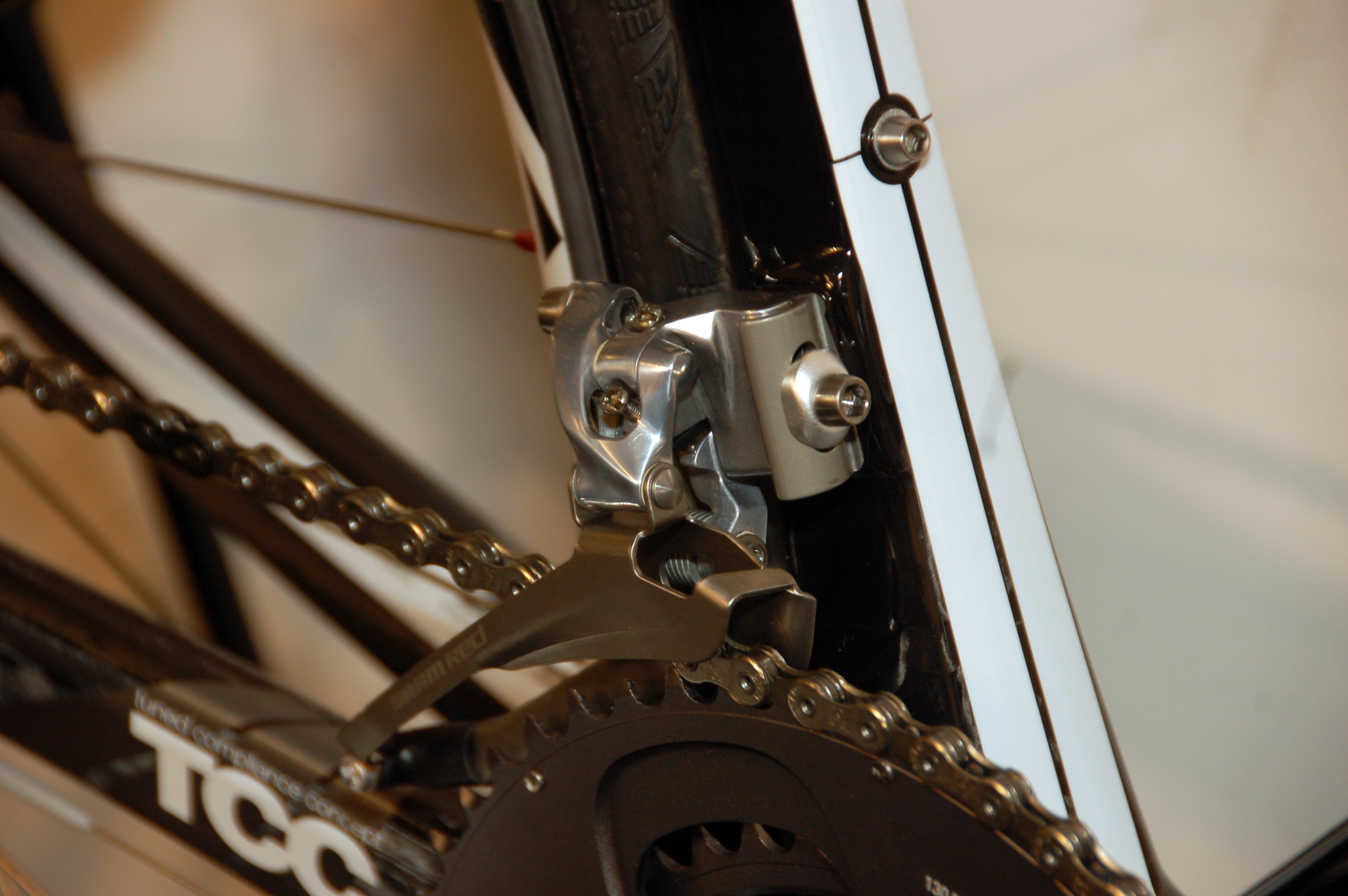
Umwerfer montiert an Anlötsockel
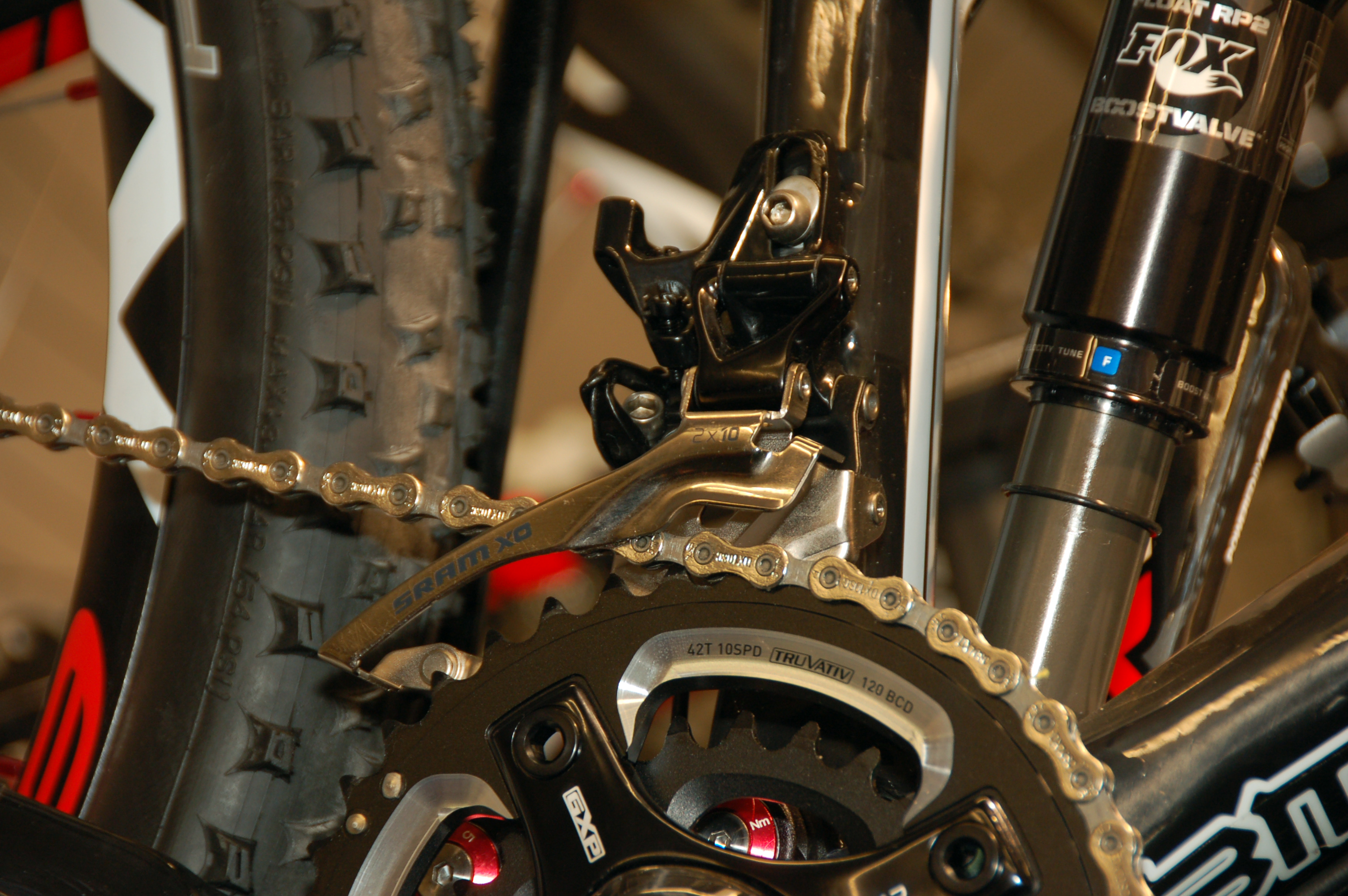
Montierter „Direkt Mount“ Umwerfer

Schellenbefestigung
Hierbei ist eine Schelle festes Teil des Umwerfers. Es wird nach Position der Befestigungsschelle zwischen den (klassischen) Downswing-Modellen, bei denen der Parallelogramm-Käfig unterhalb der Schelle hängt, und den Topswing-Modellen, deren Bewegungsachsen für den Käfig sich oberhalb der Schelle befinden, unterschieden. Hauptgrund für die Einführung der Topswing-Umwerfer sind neuere Formen von Fahrradrahmen, bei denen Downswing-Umwerfer zum Beispiel durch ein nicht durchgehendes Sitzrohr nicht befestigt werden können.

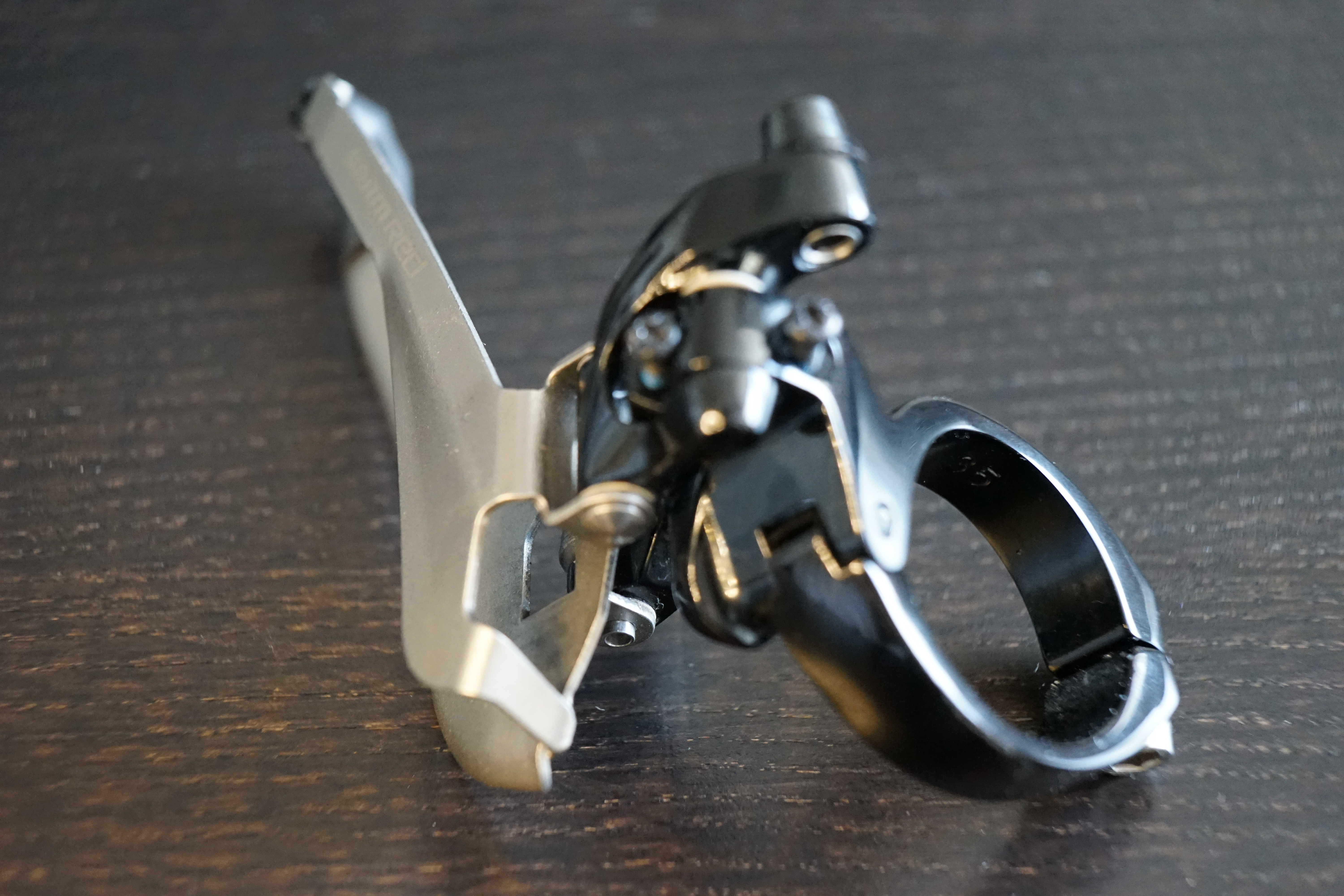
Downswing-Schellenumwerfer
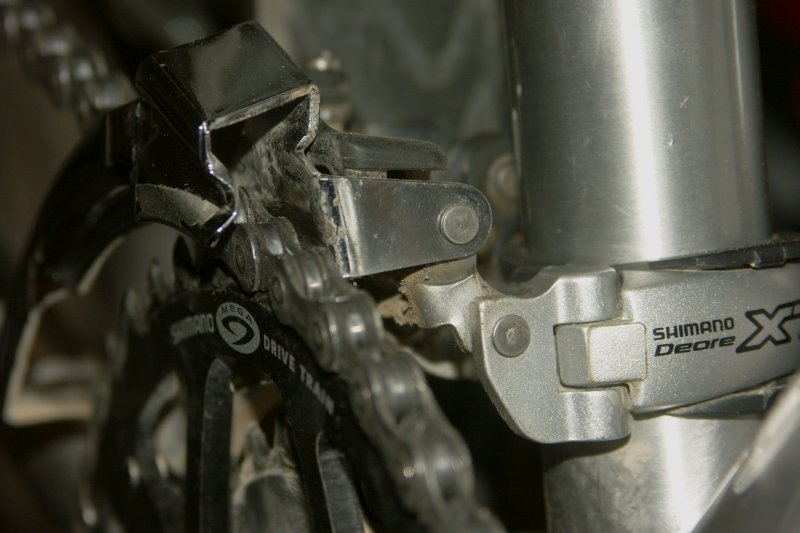
Topswing-Umwerfer für Mountainbikes

E-Type
Diese Art von Umwerfer wird mit einem Winkelblech zwischen Tretlager und Rahmen befestigt. Es entfällt eine Schelle, die am Rahmen befestigt werden muss und damit die Notwendigkeit eines „Umwerferstummels“, den einige vollgefederte Rahmen und viele Liegeräder besitzen. Dies erlaubt eine weitere Erhöhung in der Vielfalt des Rahmendesigns. Die Auswahl an E-Type-Umwerfern ist kleiner als bei den anderen Versionen.

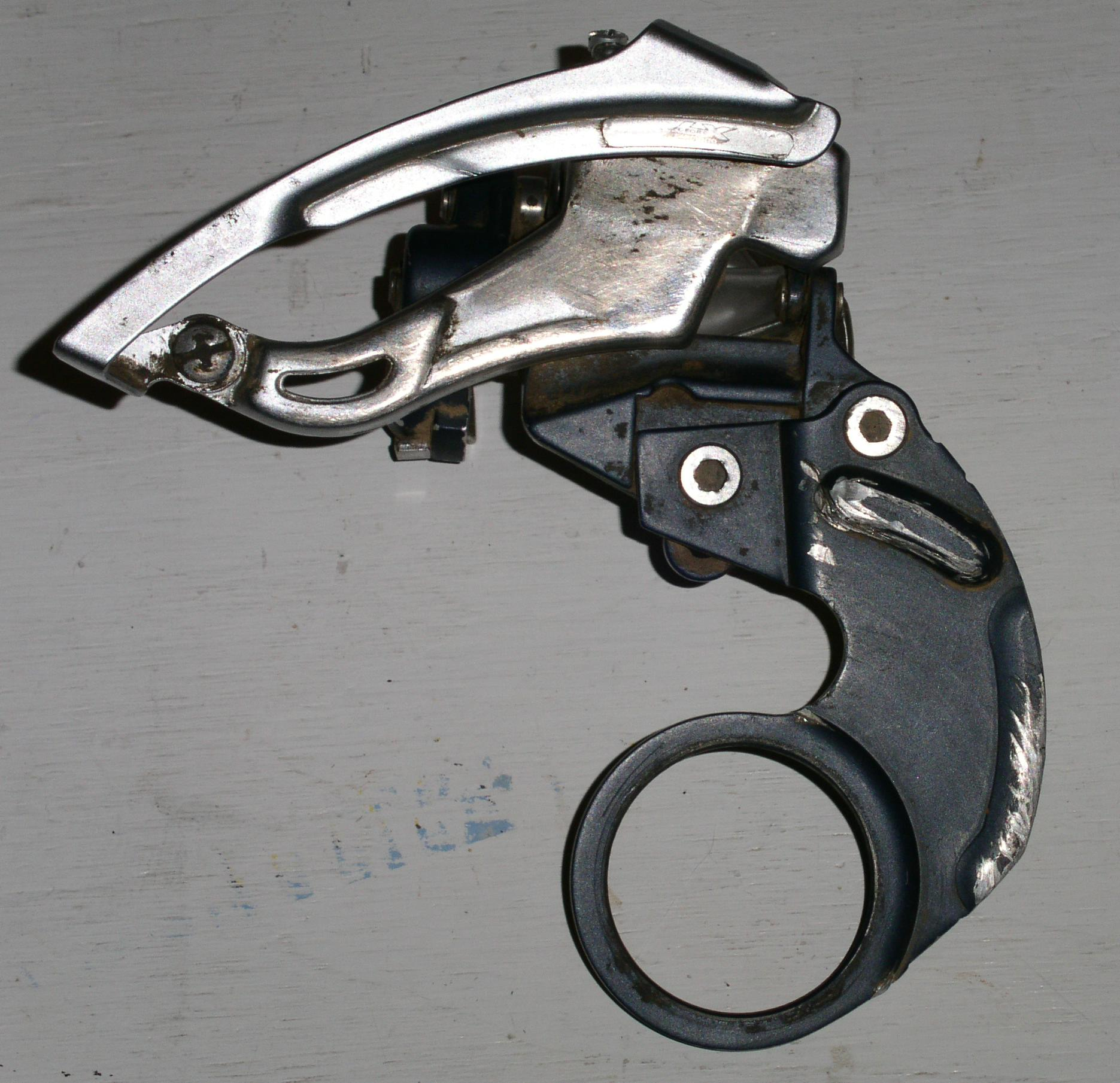
E-Type Umwerfer